# Zenódoto de Atenas
Zenódoto (em grego:  Ζηνόδοτος; fl. no fim do século V) foi um filósofo noeplatónico que viveu e ensinou em Atenas. Foi descrito como sendo o preferido (paidika) de Proclo.
Zenódoto serviu sob a alçada de Marino de Flávia Neápolis quando este sucedeu Proclo como escolarca da escola (c. 485). Foi professor de Damáscio quando este veio para Atenas aprender filosofia (c. 492). Enquanto Marino de Flávia Neápolis ensinou matemática e ciência a Damáscio, Zenódoto ensinou cursos mais convencionais de filosofia.
Era um importante filósofo em Atenas durante o tempo em que Marino e Hegias estavam a disputar a liderança da escola.